# Mnesiteu
Mnesiteu (en llatí Mnesitheus, en grec Μνησίθεος) fou un metge grec nadiu d'Atenes que va viure probablement al segle iv aC. Galè l'esmenta sovint i també Ateneu, Ruf Efesi, Aule Gel·li, Sorà, Plutarc i Oribasi.
El cita el poeta còmic Aleix. Va pertànyer a l'Escola dogmàtica, una de les tres escoles mèdiques de l'antigüitat. Va tenir una gran reputació. Va classificar les malalties i va escriure una obra titulada Sobre la dieta ( Περὶ Ἐδεστῶν, o segons Galè, Περὶ Ἐδεσμάτων, citada diverses vegades per Ateneu de Naucratis, i un altre llibre on recomanava practicar la dieta.